# Anything
Anything ist ein Filmdrama von Timothy McNeil, das am 11. Mai 2018 in die US-amerikanischen Kinos kam. Der Film basiert auf einem Theaterstück, das der Regisseur ab Dezember 2007 mit der Elephant Theatre Company in Los Angeles aufgeführt hatte und das er auch für den Film adaptierte. Das Stück und der Film behandeln das Thema Transgender.

## Handlung
Nach 26 glücklichen Ehejahren in Mississippi verliert der Versicherungsunternehmer Early Landry seine Frau durch einen tödlichen Autounfall und versucht, seinem Leben ebenfalls ein Ende zu setzen. Er überlebt und wird im Krankenhaus vor die Wahl gestellt, sich entweder in die Psychiatrie einweisen zu lassen oder zu seiner Schwester Laurette nach Los Angeles zu ziehen. Die tatkräftige Laurette nimmt ihm diese Entscheidung kurzentschlossen ab und ihn bei sich auf. Dort fühlt sich der teilnahmslose Early im Familien- und Sozialleben seiner engagierten Schwester deplatziert. Auf einem Spaziergang durch Hollywood wird er auf ein freistehendes Apartment aufmerksam und beschließt dort einzuziehen. Die für ihn ungewohnte Nähe zu seiner Nachbarschaft irritiert ihn, weckt aber sein stilles Interesse. Eines Tages steht die temperamentvolle Freda Von Rhenberg vor seiner Tür und platzt wortreich in seine Einsamkeit. Der schüchterne Witwer aus der Provinz und die extrovertierte Transfrau fassen Vertrauen zueinander. Trotz ihrer gegensätzlichen Lebenswege und Charaktere tragen sie die gleichen Narben missglückter Suizidversuche. Freda ermutigt Early, ihr die Liebesbriefe seiner verstorbenen Frau vorzulesen. Er zeigt ihr die Sterne und hilft ihr durch den Tablettenentzug. Sie geht mit ihm aus und erzählt von ihren Erfahrungen auf dem Straßenstrich. Zwischen ihnen entwickelt sich eine kompromisslose Zuneigung, die im Umfeld beider auf Unverständnis und Widerstand stößt. Als Early Freda seiner Familie vorstellt, eskaliert die Situation, weil sich Laurette grenzüberschreitend, aggressiv und verletzend über die Intimität dieser Beziehung äußert, für die Freda und Early selbst noch keine Wege und Worte gefunden haben. Freda zieht sich verletzt und Early verunsichert zurück. Er versucht zu verstehen, was seine Gefühle für Freda über seine sexuelle Identität aussagen. Dabei wird ihm klar, dass er unter allen Umständen mit Freda zusammen sein will – was auch immer er dafür sein oder werden muss.

## Literarische Vorlage
Der Film basiert auf einem gleichnamigen Theaterstück von Timothy McNeil, das er für den Film selbst adaptierte. In Anything geht es um Early, einen Witwer aus dem Süden, der von seiner Schwester nach Los Angeles geholt wird, nachdem er mindestens viermal versucht hat, Selbstmord zu begehen und jede Gelegenheit nutzt, es erneut zu versuchen. In Los Angeles lernt er die tablettenabhängige Travestiekünstlerin Freda Von Rhenberg kennen, die als Prostituierte arbeitet. Zwischen dem Witwer und der zynischen Freda entwickelt sich eine Beziehung. Sie sind sehr offen und ehrlich zueinander.
Anything wurde 2007 und 2008 von der Elephant Theatre Company am Lillian Theatre in Los Angeles unter der Regie von David Fofi aufgeführt. McNeil hatte in den dortigen Vorstellungen selbst auch Early gespielt. Für ihn ist Anything eine Geschichte über zwei Menschen, die sich „nicht vom gesellschaftlichen und gemütlichen Schubladendenken einsperren“ lassen. „Letztendlich ist der Film geschrieben als eine Antwort auf Menschen, die aus Angst das Andersartige ablehnen.“

## Produktion
Anything wurde von Mark Ruffalo produziert, Regie führte Timothy McNeil. Es handelt sich um McNeils Spielfilmdebüt als Regisseur und Drehbuchautor.
Im Mai 2016 wurde bekannt, dass Matt Bomer die Hauptrolle der Transfrau Freda Von Rhenburg übernehmen würde. Bereits vor der Premiere gab es Kritik, dass diese Rolle mit einem cis Mann besetzt wurde, obwohl auch trans Schauspielerinnen wie Jen Richards vorgesprochen hatten. Als Reaktion darauf erklärte das Produktionsteam im Presseheft zum Film ausdrücklich ihre Solidarität mit queeren Menschen und wies darauf hin, dass dem Film mit der Associate Producerin Kylene Steele eine transgender Frau von der Entwicklung bis zur Postproduktion beratend zur Seite stand.
Die Rolle von Early Landry wurde mit John Carroll Lynch besetzt. In weiteren Rollen sind Maura Tierney, Micah Hauptman, Margot Bingham und Melora Hardin zu sehen. Die deutsche Synchronisation entstand nach der Dialogregie und nach einem Dialogdrehbuch von Detlef Klein im Auftrag der DMT – Digital Media Technologie GmbH, Hamburg. Detlef Bierstedt spricht in der deutschen Fassung Early Landry, Jaron Löwenberg leiht Bomer in der Rolle von Freda Von Rhenburg seine Stimme.
Der Soundtrack mit drei Musikstücken, eines davon eine Coverversion von Spectacular Spectacular des Songs How Can You Mend a Broken Heart der Bee Gees, wurde Mitte Dezember 2019 als EP im Download veröffentlicht.
Die Dreharbeiten fanden in Kalifornien statt. Der Film feierte am 17. Juni 2017 im Rahmen des Los Angeles Film Festivals seine Premiere und kam am 11. Mai 2018 in die US-amerikanischen Kinos. Der Kinostart in Deutschland war der 9. Mai 2019.

## Rezeption

### Altersfreigabe und Kritiken
In Deutschland wurde der Film von der FSK ab 12 Jahren freigegeben. In der Freigabebegründung heißt es, einzelne dramatische Szenen, wie etwa der Selbstmordversuch, seien kurz gehalten, und die Gewalt im Prostitutionsmilieu werde zurückhaltend bebildert: „Es kommt auch zu Drogenkonsum, aber dieser wird in keiner Weise verherrlicht. Im Vordergrund steht die Beziehung der Hauptfiguren und die Botschaft der Toleranz.“
Christian Horn von der Gilde deutscher Filmkunsttheater schreibt, Timothy McNeil setze bei der filmischen Gestaltung auf übersichtliche Aufnahmen und gediegene Schnitte. Während im Inneren der Figuren einiges in Bewegung gerate, bliebe die Machart durchweg unaufgeregt und im besten Sinn unspektakulär. Umso mehr lenke die reduzierte Inszenierung den Blick auf das starke Ensemble, das für das Gelingen des Dramas von höchster Bedeutung ist.
Martin Thomson beschreibt Anything in der österreichischen Tageszeitung Die Presse als feinfühliges Liebesdrama, „das endet, bevor es zum Beischlaf zwischen den beiden kommt“, und dessen Besonderheit darin besteht, „dass es für sie selbst egal zu sein scheint, ob sie ihre sexuellen Identitäten für kompatibel halten oder nicht“. „Early und Frieda erkennen ihre Zuneigung füreinander, als sie sich dem jeweils anderen gegenüber als verletzt und verletzlich offenbaren. [...] So gewinnen sie eine authentische amouröse Expressivität zurück, die nicht geschlechtlich, sondern menschlich definiert ist.“
Nach Ansicht von Bianka Piringer legt Anything zu wenig Wert auf Realitätsnähe und eine glaubwürdige Figurenzeichnung: „Man gibt sich gerne dem etwas märchenhaften Charme der Grundidee hin, wonach Leute wie Early und Freda hoffen dürfen, die Milieuschranken zwischen ihnen mit einem Achselzucken einzureißen [...] Eine gewisse Realitätsferne macht sich bei der eher nur behaupteten, rasch skizzierten Entwicklung der Charaktere bemerkbar. Der Film verfolgt zu sehr die Absicht, tröstlich und entwaffnend zu sein.“

### Auszeichnungen
Los Angeles Film Fest Awards 2017
- Auszeichnung The LA Muse Jury special mentions in Acting (John Carroll Lynch)[15]